# Холбон
Холбо́н (от бур. холбо — «связь») — посёлок городского типа в Шилкинском районе Забайкальского края России. Входит в городское поселение Холбонское на левом берегу Шилки.
Население 2447 жителей (2010 год).

## Этимология
Название восходит к монгольским языкам, так наименование почтовой станции Холбон-Байгуль, где в итоге и образовалось поселение, имеет значение «место установления связи», а само слово Холбон образовано от бур. холбо и означает — «связь».

## География
Находится на востоке района, по берегу реки Шилки.

## История
Основан в начале XIX века как почтовая станция Холбон-Байгул.
В 1931-33 построена Холбонская электростанция.
Статус посёлка городского типа — с 26 декабря 1938 года.

## Население
| 1959  | 1970  | 1979  | 1989  | 2002  | 2009  |
| ----- | ----- | ----- | ----- | ----- | ----- |
| 4823  | ↘4584 | ↘3929 | ↘3377 | ↘2652 | ↘2474 |
| 2010  | 2011  | 2012  | 2013  | 2014  | 2015  |
| ↗2611 | ↘2606 | ↘2580 | ↘2542 | ↘2527 | ↘2478 |
| 2016  | 2017  | 2018  | 2019  | 2020  | 2021  |
| ↘2439 | ↘2425 | ↘2372 | ↘2313 | ↘2293 | ↘1982 |

## Инфраструктура
Экономика
Восточное предприятие электросетей — градообразующее предприятие.
Социальные объекты
Средняя школа, детсад, Дом культуры, спортзал, больница, почтовое отделение, учреждения культурно-бытового назначения.

## Культура
В конце августа отмечается день посёлка.

## Транспорт
Посёлок возник на почтовом тракте.